# James Clerk Maxwell
James Clerk Maxwell, FRS FRSE, född 13 juni 1831 i Edinburgh, död 5 november 1879 i Cambridge, var en skotsk matematiker och fysiker som gjorde betydande insatser inom fysiken. Han är kanske mest känd för Maxwells ekvationer, som sammanfattar en rad viktiga elektromagnetiska fenomen.

## Biografi
Maxwell föddes i Edinburgh som son till advokat John Clerk och hans hustru Frances Cay, men växte upp på familjens gods Glenlair i sydvästra Skottland. Han undervisades i hemmet av sin mor och efter hennes död av en privatlärare. Han skrev sin första vetenskapliga artikel när han var fjorton år gammal och antogs två år senare på Edinburghs universitet. Från 1850 studerade han matematik vid universitetet i Cambridge och 1856 återvände han till Skottland som professor i naturfilosofi vid universitetet i Aberdeen.
År 1859 fick han Adams pris för den astronomiska avhandlingen On the stability of Saturn's rings ("Om stabiliteten hos Saturnus ringar"). År 1860 fick han Rumfordmedaljen för undersökningar rörande färgförnimmelser och färgblindhet. Som professor i experimentell fysik i Cambridge var Maxwell 1871–1878 djupt involverad i Cavendishlaboratoriets grundande och utveckling.
En av Maxwells viktigaste undersökningar rörde den kinetiska gasteorin. Andra viktiga arbeten av Maxwell är en noggrant utarbetad uppsats om de magnetiska kraftlinjerna, On Faraday's lines of force (1856), en schematisk framställning av värmeläran, Theory of heat (1872), samt den elementära avhandlingen Matter and motion som behandlar kropparnas allmänna egenskaper. 
Märkligast är Maxwells verksamhet på elektromagnetismens område, där han genom den 1864 publicerade Dynamical Theory of the Electromagnetic Field blev den förste att sammanföra de ekvationer som på ett elegant och mycket fullständigt sätt beskriver de elektromagnetiska fenomenen som kommit att kallas Maxwells ekvationer. Han visade där att de optiska företeelserna kan uppfattas som elektromagnetiska fenomen. Han försökte senare att förenkla sina ekvationer med hjälp av kvaternioner, men detta blev inte populärt, och istället föredrog man att skriva dem på vektoranalytisk form, vilket Oliver Heaviside var den förste att göra. Maxwells resultat vann erkännande först när de togs upp av Hermann von Helmholtz och dennes lärjunge Heinrich Hertz, som 1887 gav en experimentell bekräftelse av deras riktighet. 
Maxwell skrev också en av fysikens stora texter ”A Treatise on Electricity and Magnetism” (1873), om elektricitet och magnetism.

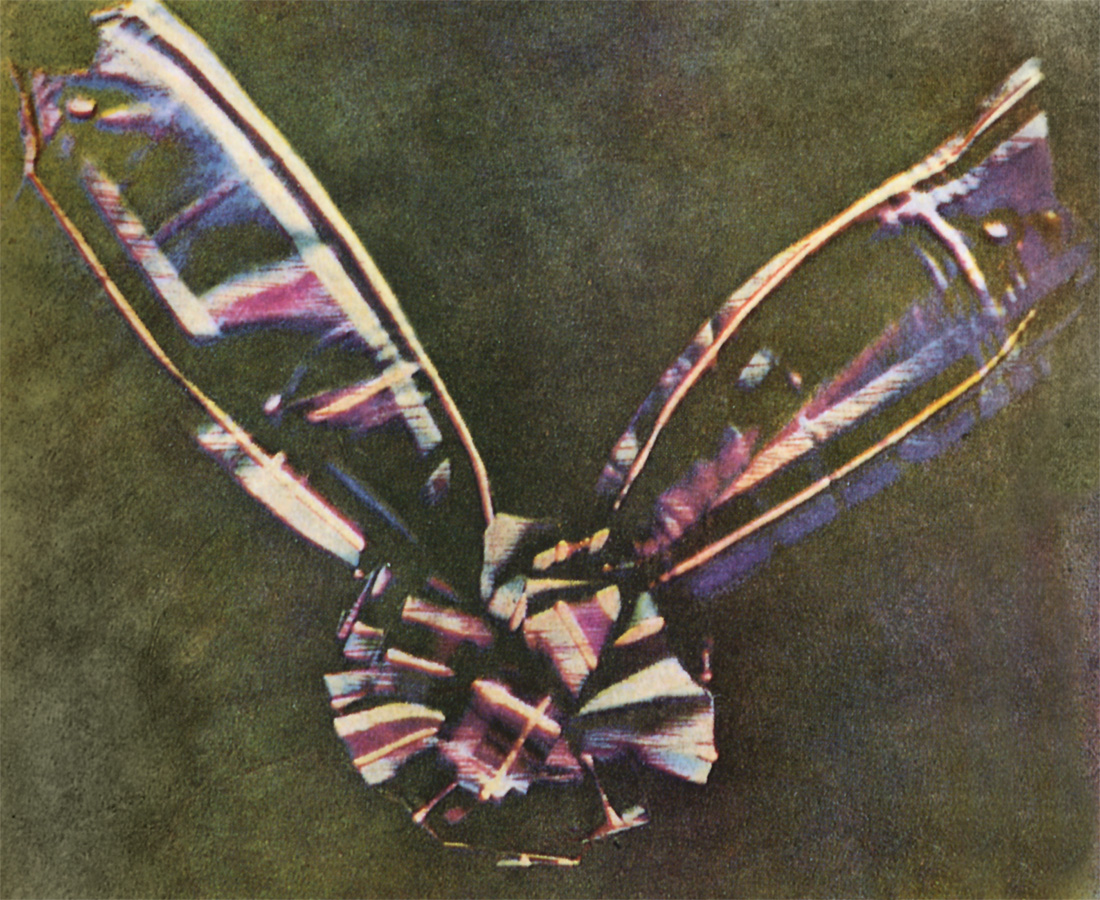
Den första färgbilden.

Vad som anses vara den första fotografiska färgbilden togs av Maxwell 1861. Maxwell fick fotografen Thomas Sutton att fotografera ett skotskrutigt band av tartantyp tre gånger, varje gång med olika färgfilter framför linsen. De tre svart-vita bilderna kunde sedan projiceras samtidigt på en skärm med tre olika projektorer, som var försedda med samma färgfilter som använts för att ta respektive bild. När de tre bilderna sammanföll bildade de en komplett färgbild. Maxwells tre fotografiska plåtar förvaras nu i ett litet museum på 14 India Street, Edinburgh, huset där Maxwell föddes. Tekniken att fixera färgbilden på papper kom dock senare.

## Eftermäle
Asteroiden 12760 Maxwell är uppkallad efter honom.